# Сан-Хосе (провинция)
Сан-Хосе́ (исп. San José) — одна из 7 провинций Коста-Рики.

## География
Находится в центральной части страны. Граничит с провинциями (по часовой стрелке начиная с севера): Алахуэла, Эредия, Картаго, Лимон, Пунтаренас. Административный центр — город Сан-Хосе.
Площадь — 4959 км². Население — 1 404 242 чел. (2011).
До прибытия испанских колонистов территорию заселяли индейцы хетарас.

## Кантоны
Провинция разделена на 20 кантонов:
1. Акоста
2. Алахуэлита
3. Асерри
4. Васкес-де-Коронадо
5. Гойкоэчеа
6. Десампарадос
7. Дота
8. Курридабат
9. Леон-Кортес
10. Мора
11. Моравия
12. Монтес-де-Ока
13. Перес-Селедон
14. Пурискаль
15. Сан-Хосе
16. Санта-Ана
17. Таррасу
18. Тибас
19. Туррубарес
20. Эскасу

## Галерея

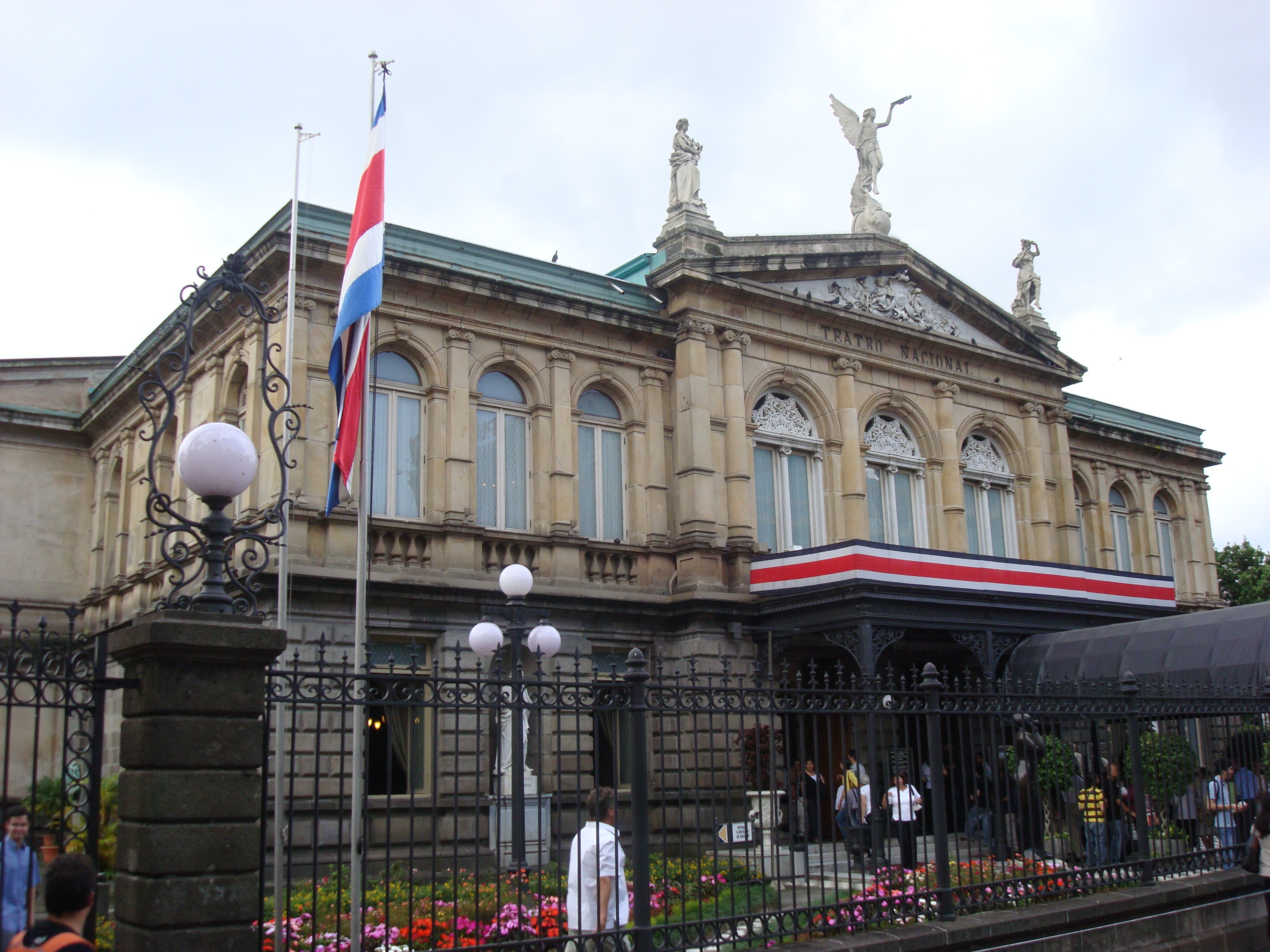
Национальный театр в Сан-Хосе
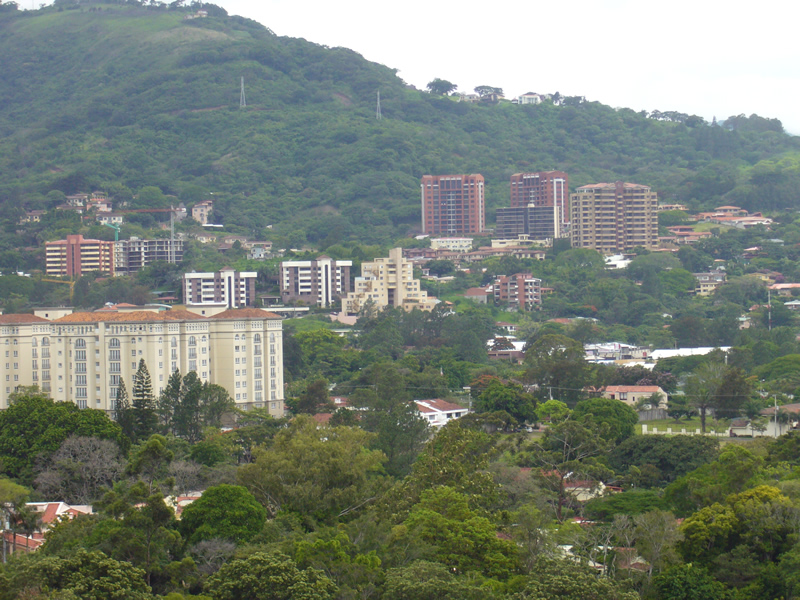
Вид на Эскасу